# Habenaria medusa
Habenaria medusa je druh orchideje rostoucí v Indonésii či na Sumatře.

## Popis
Má 4–5 kopinatých listů, které na zimu usychají. Květenství se skládá z bílých nitkovitých květů rozprostřených do vějíře o délce 7 cm a šířce 5 cm. Květenství má délku 25–40 cm. Na zimu shazuje listí.

## Stanoviště
Vyskytuje se v jihovýchodní Asii v nadmořských výškách 400–800 m. Vyskytuje se převážně ve vlhkých tropických ekosystémech.
V Česku je k vidění například v Botanické zahradě Přírodovědecké fakulty Univerzity Karlovy v Praze.[zdroj?]